# 幡多荘
幡多荘（はたのしょう）とは、土佐国幡多郡のほぼ全域及び高岡郡の一部を占めた荘園。現在の高知県四万十市・宿毛市・土佐清水市・大月町・三原村・黒潮町・四万十町のほぼ全域と中土佐町の一部地域（久礼）にあたる。

## 概要
元々は国衙領で郡司の支配下に置かれていたが、平安時代末期に藤原忠通や経宗が土佐国の知行国主としてこの地に進出し、13世紀前期に忠通の曾孫である九条道家が自己の荘園として家司であった学者の菅原為長に管理させた。
嘉禎3年10月18日（1237年11月7日）付で九条家から出された「法橋某田地寄進状」に、幡多荘の名前が初めて登場している。
その後、建長2年（1250年）11月に道家が財産を嫡孫の九条忠家と三男の一条実経に分与した時に幡多荘は一条家の所領とされた。当時の幡多荘は幡多郡にあった幡多本荘・大方荘・山田荘・以南村などと加納地として別勅にて認められて幡多荘に編入されていた高岡郡の久礼別符・仁井田郷（後に久礼別符へ編入）によって構成されていたが、大方荘は道家の意向によって九条家一族の菩提寺であった東福寺に寄進されている。また、一部が金剛福寺にも寄進されていたことが知られている。幡多荘には一条家から預所・公文・下司・沙汰人が任じられて現地支配にあたり、また荘内の年貢を京都に輸送する船所職が中村または四万十川河口の下田に置かれていたといわれている。
ところが、鎌倉時代末期から室町時代にかけて敷地氏・布氏・入野氏などが幡多荘の押領をもくろみ、更に戦乱による所務不振に悩まされることになる。そのため、応仁2年（1468年）に前関白・一条教房が土佐に下向して直務を行うことになり、中村に居館を設けた。これによって、一条家の家領は回復されるとともに、京都や西国各地との交流が活発化して、商業・海運が振興され中村はその中心地となった。その後、現地の国人の要望を受けて、教房の次男・一条房家が幡多荘に留まり、土佐一条氏が成立したのである。
だが、天正2年（1574年）、土佐一条家当主一条兼定の追放騒動をきっかけに新興の長宗我部氏が進出、翌年の四万十川の戦いで兼定が長宗我部元親に敗れると、幡多郡は長宗我部氏の支配下に入り、幡多荘も解体されることになった。